# Sysstema
Sysstema is een geslacht van vlinders van de familie spanners (Geometridae), uit de onderfamilie Ennominae.

## Soorten
- S. albipicta Warren, 1893
- S. aulotis Prout, 1927
- S. farinosa Warren, 1899
- S. longiplaga Prout, 1923
- S. pauxilla Prout, 1927
- S. projectaria Leech, 1897
- S. semicirculata Moore, 1867